# Lasy tropikalne

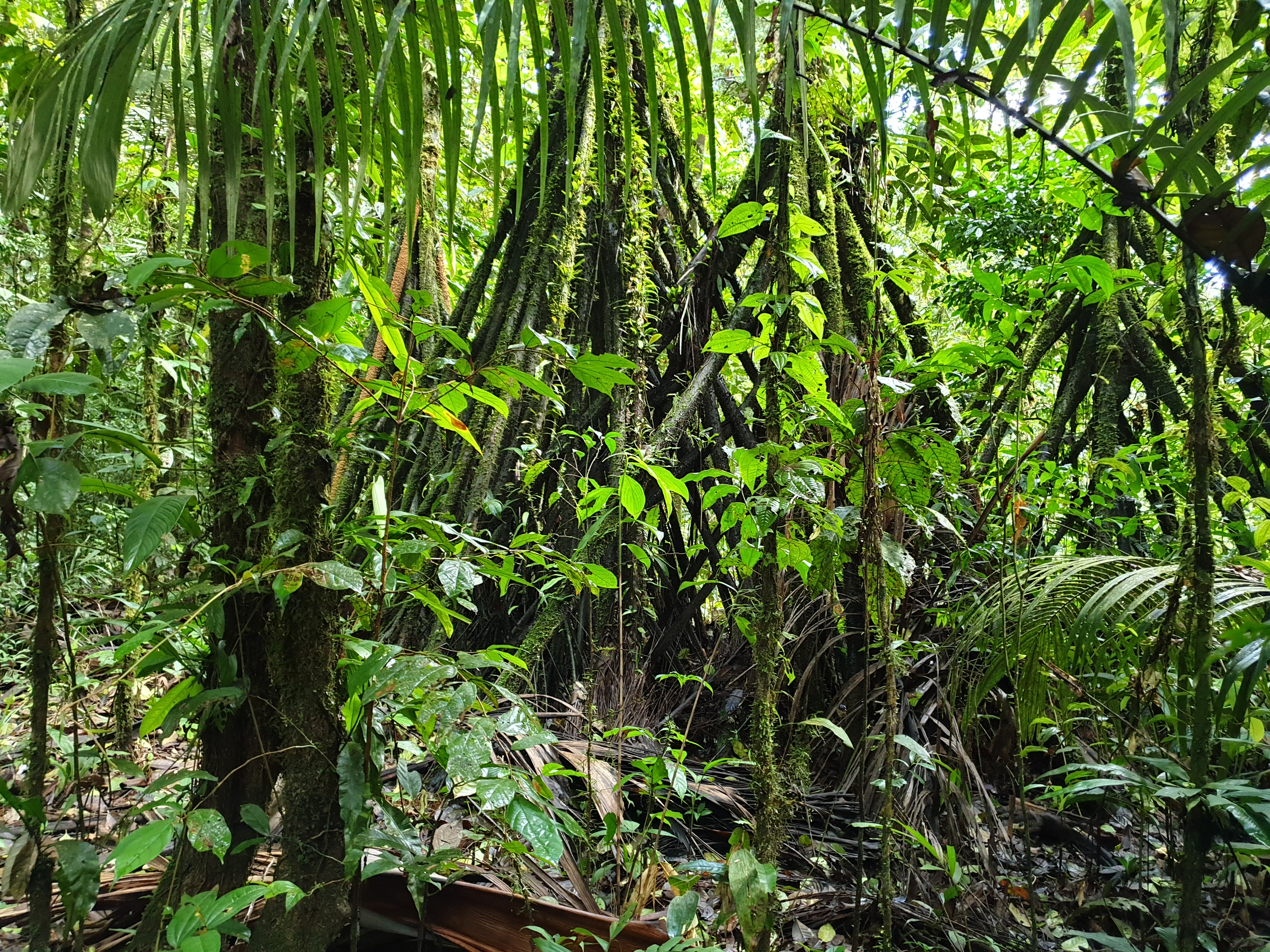
Wnętrze równikowego lasu nizinnego w Kolumbii

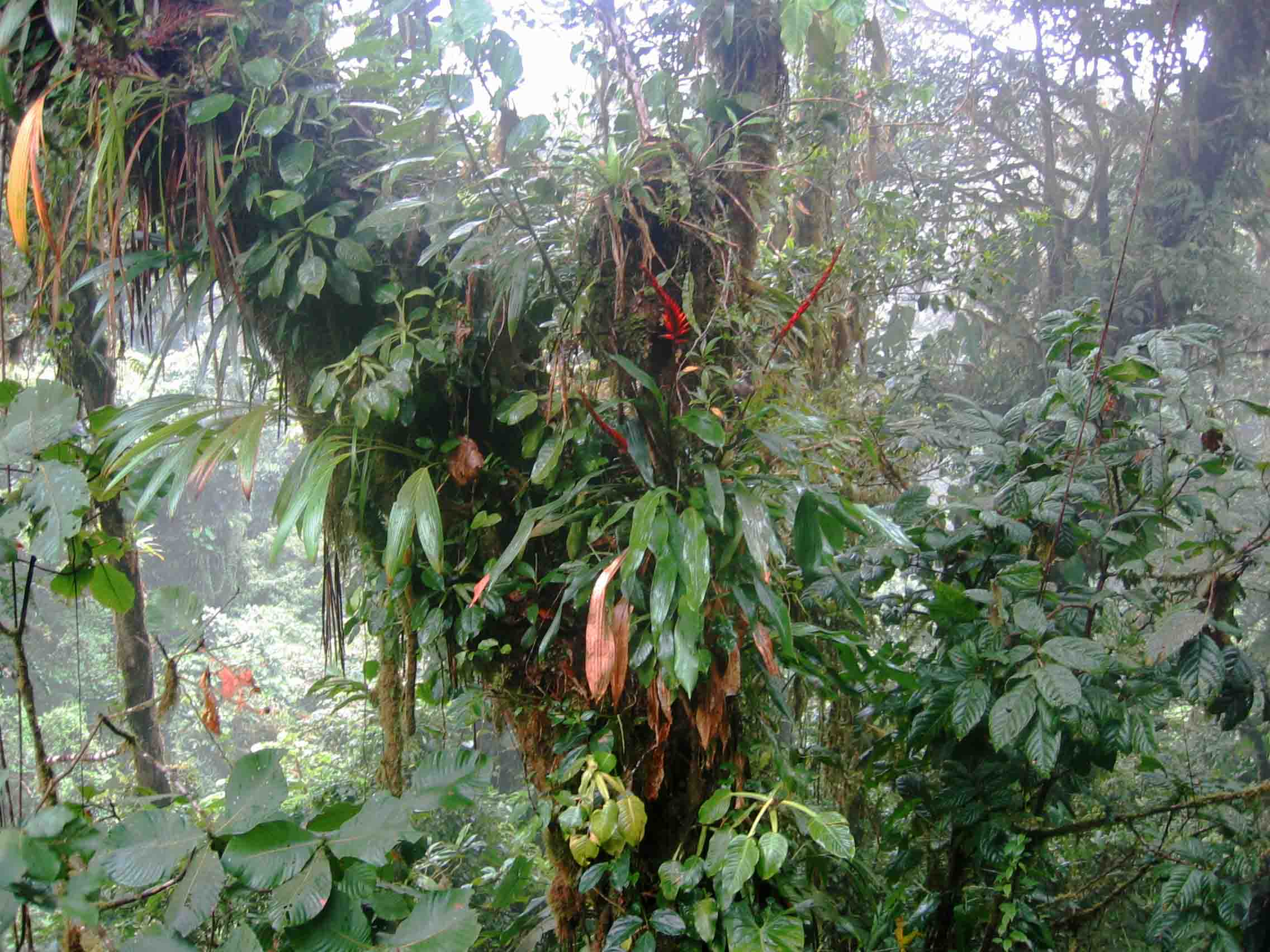
Epifity w górskim lesie tropikalnym w Kostaryce

Lasy tropikalne – biom obejmujący formacje lasów mniej lub bardziej zwartych występujące w strefie międzyzwrotnikowej. Należą tu zróżnicowane ekosystemy leśne – nizinne i górskie, bagienne do okresowo suchych, które łączy kształtowanie się pod wpływem klimatu równikowego i zwrotnikowego. Do kluczowych cech klimatu wpływających na kształtowanie się lasów tropikalnych należy wysoka średnia temperatura wszystkich miesięcy w ciągu roku i znaczne opady (często ponad 1000 mm), wyrównane w ciągu roku lub podzielone na porę deszczową i suchą. Lasy te cechują się dominacją drzew liściastych, często wielkolistnych, zimozielonych lub częściowo zimozielonych, liściastych zrzucających liście w porze suchej, czasem także drzew drobnolistnych i iglastych.

## Klasyfikacje

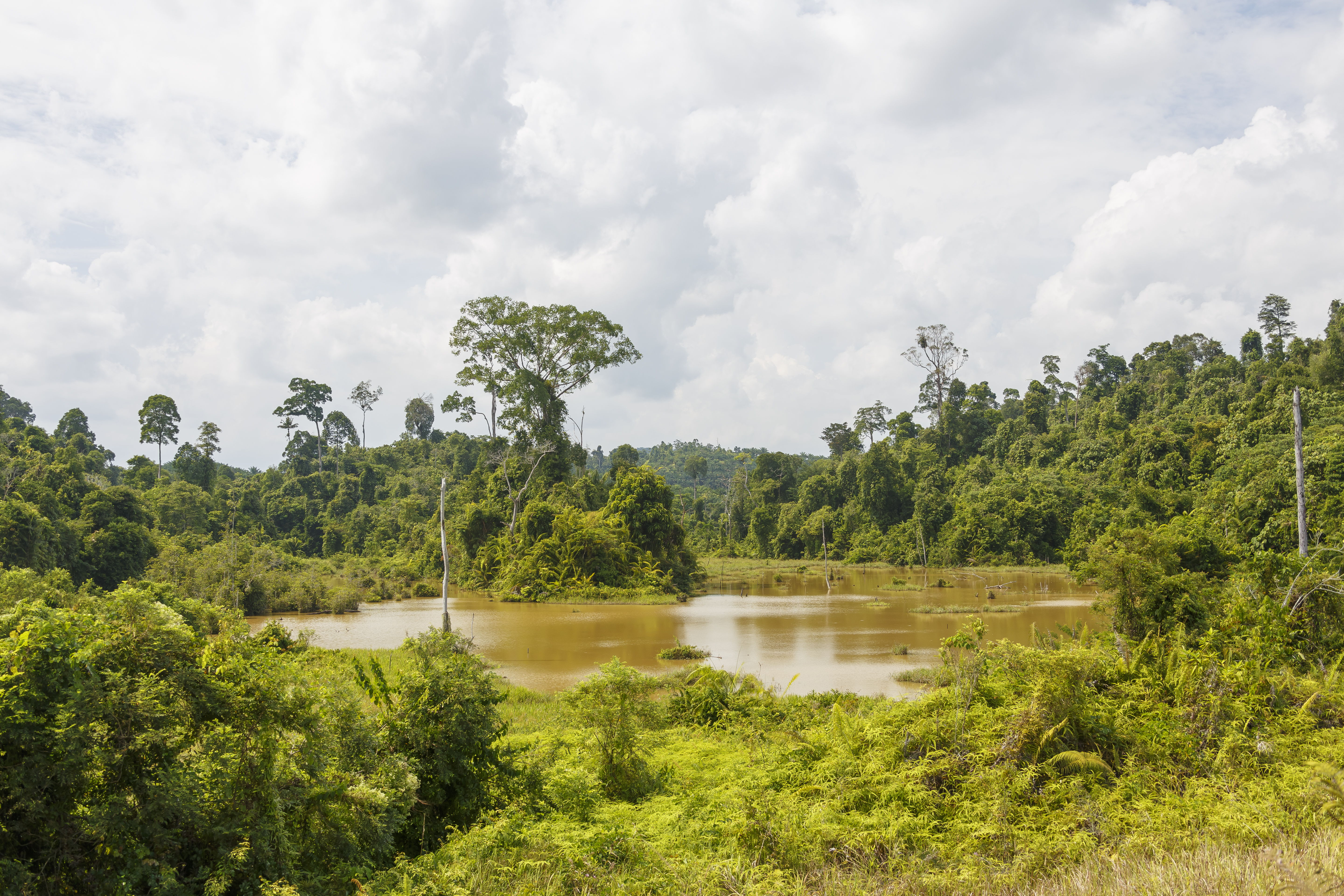
Bagienny las tropikalny w Malezji

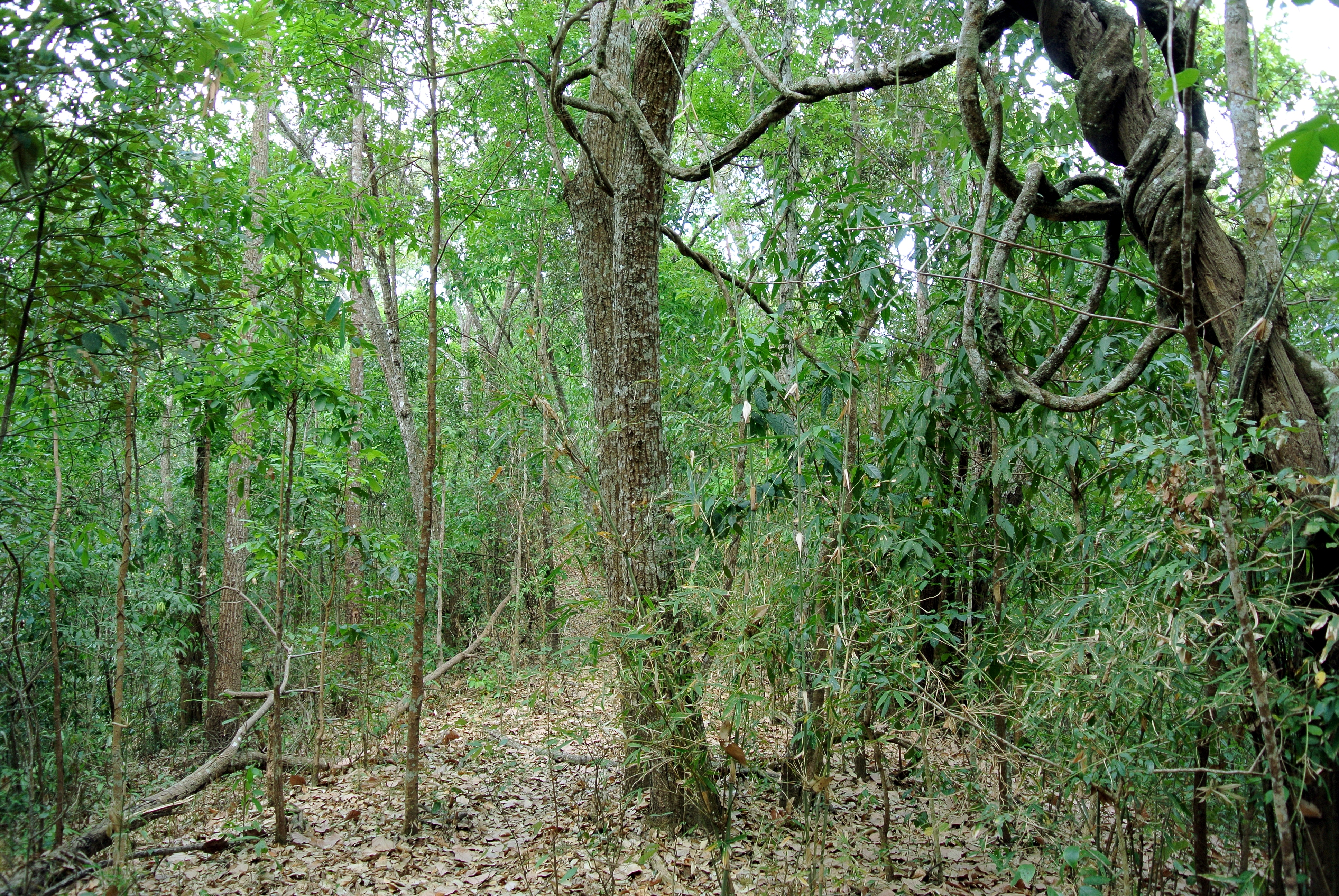
Częściowo zimozielony las w porze suchej w Tajlandii

Istnieje wiele klasyfikacji biomów i formacji roślinnych.
W międzynarodowej klasyfikacji roślinności (International Vegetation Classification, IVC) lasy tropikalne stanowią podklasę formacji (1.A. Tropical Forest & Woodland – S17) w obrębie klasy formacji obejmującej wszystkie lasy (1. Forest & Woodland – C01). Dzielą się na następujące formacje:
- tropikalne lasy suche (1.A.1. Tropical Dry Forest & Woodland – F003) – kształtujące się na obszarach z porą suchą, obejmujące lasy mezo- i kserofilne z różnym udziałem drzew tracących liście i zimozielonych;
- tropikalne wilgotne lasy nizinne (1.A.2. Tropical Lowland Humid Forest – F020) – kształtujące się na obszarach o wysokich opadach i słabo zaznaczonej porze suchej lub niezróżnicowanych sezonowo, drzewa zimozielone dominują, warstwa drzew często przekracza 30 m wysokości, jest bardzo zróżnicowana gatunkowo;
- tropikalne wilgotne lasy górskie (1.A.3. Tropical Montane Humid Forest – F004) – występują na wysokościach od 1000 do 3500 m n.p.m., w niższych położeniach tworząc lasy przejściowe względem ww. formacji; cechują się zmniejszającą się wysokością drzew i zmniejszającymi się liśćmi wraz ze wzrostem wysokości; większym udziałem mszaków, paproci i innych epifitów; na wysokościach zasilanych wilgocią z chmur tworzą się lasy mgliste;
- tropikalne lasy zalewowe i bagienne (1.A.4. Tropical Flooded & Swamp Forest F029) – kształtują się na terenach okresowo zalewanych i na obszarach stale bagiennych – nad rzekami i na ich terenach zalewowych, nad jeziorami i w stale zabagnionych obniżeniach;
- namorzyny (1.A.5. Mangrove F006) – związane z wybrzeżami i estuariami strefy międzyzwrotnikowej, tworzone przez drzewa liściaste o różnej wysokości, w tym nierzadko niskie, stałą cechą jest tworzenie charakterystycznych systemów korzeniowych ze szczudłowatymi korzeniami przybyszowymi i pneumatoforami.

Analogiczne jw. formacje lasów tropikalnych ujęte są w klasyfikacji siedlisk Międzynarodowej Unii Ochrony Przyrody (IUCN):
- subtropikalne i tropikalne lasy suche (1.5 Subtropical/Tropical Dry Forest)
- subtropikalne i tropikalne wilgotne lasy nizinne (1.6 Subtropical/Tropical Moist Lowland Forest)
- subtropikalne i tropikalne namorzyny (1.7 Subtropical/Tropical Mangrove Forest Vegetation Above High Tide Level)
- subtropikalne i tropikalne lasy bagienne (1.8 Subtropical/Tropical Swamp Forest)
- subtropikalne i tropikalne wilgotne lasy górskie (1.9 Subtropical/Tropical Moist Montane Forest)

W klasyfikacji biomów Elgene Boxa i Kazue Fujiwary (2013) lasy tropikalne dzielone są na dwa typy roślinności – wilgotne lasy równikowe (tropical rain forest – nizinne, górskie i subalpejskie – mgielne) oraz widne lasy zrzucające liście (Tropical deciduous woodlands) obejmujące częściowo zimozielone lasy tropikalne, zimozielone lasy suche, lasy zielone w porze deszczowej i formacje zaroślowe zielone w porze deszczowej.
W typologii formacji roślinnych stosowanej przez World Wide Fund for Nature (WWF) w strefie międzyzwrotnikowej wyróżniane są trzy biomy leśne:
- tropikalne i subtropikalne wilgotne lasy liściaste (Tropical & Subtropical Moist Broadleaf Forests)
- tropikalne i subtropikalne suche lasy liściaste (Tropical & Subtropical Dry Broadleaf Forests)
- tropikalne i subtropikalne lasy iglaste (Tropical & Subtropical Coniferous Forests)